# AAA Vision
Aeronava AAA (American Affordable Aircraft) Vision a fost proiectată în SUA, de către Steve Rahm, pentru o posibilă asamblare la domiciliul clienților de către constructori amatori. Vision a fost lansat pe piață de către American Affordable Aircraft Inc. ca o aeronavă cu dublă comandă și de relativ înaltă performanță pentru activități sportive, ce putea fi asamblată urmând specificațiile detaliate oferite de un manual tehnic sau prin achiziționarea componentelor și/sau subansamblelor gata îmbinate. Unul din punctele-cheie ale creșterii popularității acestui tip de avion este faptul că, în timp ce lățimea standard a carlingii este de 1,02 m, există o opțiune pentru o lățime extinsă de 10 cm - ceea ce conferă mai mult spațiu pentru ocupanți cu dimensiuni considerabile.
Aeronava Vision este un monoplan integral compozit cu aripa joasă montată în consolă pentru toate variantele de realizare, fiind singurul avion non-canard din lume proiectat cu acest tip de construcție. Fuzelajul include o carlingă cu locuri alăturate, accesibilă printr-o cupolă rabatabilă spre față sau în lateral; sunt luate în considerare și alte opțiuni de cupolă pentru a crește versatilitatea și atractivitatea aeronavei pentru potențialii constructori. Aripa poate fi de tipul standard SP sau de tipul extins EX care anvergurii circa 1,22 m.
Bordul de fugă al aripii est echipat cu eleroane exterioare și flapsuri interioare, iar unitatea cozii montate în consolă prezintă o suprafață orizontală dreaptă (stabilizatorul și două profundoare) și o suprafață verticală modest înclinată (deriva și direcția). Trenul de aterizare este fix, având o configurație standard de tipul roată de bechie cu unități principale separate, verticale sau înclinate spre spate, extinse spre exterior și în jos de la partea inferioară a fuzelajului paralel cu peretele ignifug al motorului. Un tren de aterizare triciclu a fost testat pe primul prototip Vision și este acum de asemenea disponibil, cu suporturile principale localizate mai departe spre coadă și cu toate cele trei unități ale trenului de aterizare înclinate semnificativ spre față.
Prototipul a zburat prima dată cu motor Subaru de 98kg, ce dezvoltă 100 CP și antrenând o elice cu două palete, dar, potrivit companiei, pe AAA puteau fi utilizate și motoare cu o greutate de până la 136kg și o putere maximă de 160 CP.

## Specificații tehnice
| AAA Vision      | |
| Tip:            | avion asamblabil cu două locuri |
| Grup propulsor: | un motor cu piston cu cilindri opuși orizontal Subaru seria EA ce dezvoltă 100 CP                                                   |
| Performanță:    | viteza maximă 269 km/h; plafon practic de cel puțin 4000m.                                                                          |
| Greutate:       | gol 386 kg; maximă la decolare 612 kg (cu motor de 100 CP)                                                                          |
| Dimensiuni:     | avergura aripii 6,40 m, 7,82 m la tipul de aripă EX; lungime 5,82 m; înălțime 2,23 m; suprafața aripii 7,90 mp, 8,92 mp cu aripă EX |